# Marisaurus
Marisaurus là một chi khủng long, được Malkani mô tả khoa học năm 2006.